# MGP missionen
MGP missionen er en børnebog fra 2009 af Gitte Løkkegaard. Den blev filmatiseret i 2013, med Martin Miehe-Renard som instruktør, omend der er ændret en del af historien i filmen.

## Handling
Tekst mangler, hjælp os med at skrive teksten
| Bog | Spire Denne artikel om bøger og tidsskrifter er en spire som bør udbygges. Du er velkommen til at hjælpe Wikipedia ved at udvide den. |